# Donata Kilijańska
Donata Kilijańska (ur. 24 lipca 1995 w Ostrowcu Świętokrzyskim) – polska pływaczka, reprezentująca klub sportowy KSZO Ostrowiec Świętokrzyski. Specjalizuje się głównie w pływaniu stylem dowolnym na długich dystansach (400-1500 m).

## Kariera
Mistrzyni Europy juniorów na 1500 m stylem dowolnym, trzykrotna brązowa medalistka mistrzostw Europy juniorów na 800 i 1500 m stylem dowolnym.
Uczestniczka mistrzostw Europy z Debreczyna na dystansach: 400 (24. miejsce), 800 (13. miejsce) i 1500 m stylem dowolnym (8. miejsce). 13. zawodniczka mistrzostw Europy na krótkim basenie na dystansie 800 m stylem dowolnym.
Wielokrotna medalistka Mistrzostw Polski.